# Apteraltica
Apteraltica là một chi bọ cánh cứng trong họ Chrysomelidae.
Chi này được Medvedev miêu tả khoa học năm 2004.

## Các loài
Chi này gồm các loài:
- Apteraltica schawalleri Medvedev, 2004